# Human (Nitin Sahwney-album)
A Human című  Nitin Sawhney-albumot az V2 Int'l kiadó adta ki 2003-ban.

## Számok
1. The River – Nitin Sawhney
2. Eastern Eyes – Natacha Atlas, Nitin Sawhney, Kevin Mark Trail
3. Say Hello – Jayanta Bose, Jacob Golden, Tina Grace, Nitin Sawhney
4. Falling Angels – Reena Bhardwaj, Jacob Golden, Nitin Sawhney
5. Falling – Aqualung, Reena Bhardwaj, Nitin Sawhney
6. Heer – Reena Bhardwaj, Nitin Sawhney
7. Fragile Wind – Jayanta Bose, Tina Grace, Nitin Sawhney
8. Promise – Jacob Golden, Nitin Sawhney
9. Chetan Jeevan (Conscious Life) – Reena Bhardwaj, Nitin Sawhney,
10. Rainfall – Nitin Sawhney,
11. Waiting (O Mistress Mine) – Nitin Sawhney, Zubin Varla
12. Raag – Nitin Sawhney
13. The Boatman – Jayanta Bose, Nitin Sawhney